# Baseball na Letniej Uniwersjadzie 2017
Baseball na Letniej Uniwersjadzie 2017 – zawody, które zostały zorganizowane w ramach Letniej Uniwersjady w dniach 20–29 sierpnia 2017 roku. 174 zawodników z ośmiu reprezentacji rywalizowało na dwóch obiektach: Xinzhuang Baseball Stadium oraz Tianmu Baseball Stadium zlokalizowanych w Tajpej. Podczas trwania uniwersjady został przeprowadzony turniej mężczyzn, w którym najlepsi okazali się Japończycy.

## Medaliści
| Konkurencja      | Złoto   | Srebro            | Brąz             |
| Turniej mężczyzn | Japonia | Stany Zjednoczone | Korea Południowa |

## Klasyfikacja medalowa
| Miejsce | Reprezentacja     | Złoto | Srebro | Brąz | Razem |
| ------- | ----------------- | ----- | ------ | ---- | ----- |
| 1.      | Japonia           | 1     | 0      | 0    | 1     |
| 2.      | Stany Zjednoczone | 0     | 1      | 0    | 1     |
| 3.      | Korea Południowa  | 0     | 0      | 1    | 1     |